# سلینا گونسالس

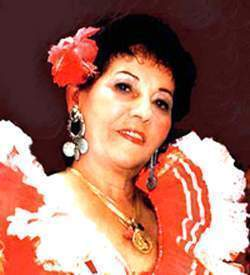
سلینا گونسالس سامورا

سلینا گونسالس سامورا (۱۶ مارس ۱۹۲۹ - ۴ فوریه ۲۰۱۵ در خووه یانوس،ماتانزاس) خواننده و ترانه سرای کوبایی بود که در موسیقی "musica compesina" که موسیقی سنتی روستایی کوبا بود تخصص داشت.

## موسیقی شناسی
آلبوم ها
- La Rica Cosecha
- Desde la Habana te Traigo
- Cincuenta Años... Como una Reina